# Björknästing
Björknästing (Diatrypella favacea) är en svampart som först beskrevs av Elias Fries, och fick sitt nu gällande namn av Ces. & De Not. 1863. Björknästing ingår i släktet Diatrypella och familjen Diatrypaceae.  Arten är reproducerande i Sverige. Inga underarter finns listade i Catalogue of Life.
I den svenska databasen Dyntaxa används istället namnet Diatrypella tocciaeana för samma taxon.  Arten är reproducerande i Sverige.